# David Abwo
David Solomon Abwo (Jos, 10 maggio 1986) è un ex calciatore nigeriano, di ruolo centrocampista.

## Carriera

### Nazionale
Ha partecipato ai Mondiali Under-20 del 2005.

## Palmarès

### Club

#### Competizioni nazionali
- Campionato nigeriano: 1

Enyimba: 2003

#### Competizioni internazionali
- CAF Champions League: 2

Enyimba: 2003, 2004
- Supercoppa CAF: 2

Enyimba: 2003, 2004